# Biarticulata voeringi
Biarticulata voeringi är en kräftdjursart som först beskrevs av Sars 1877.  Biarticulata voeringi ingår i släktet Biarticulata, och familjen Leptognathiidae. Arten är reproducerande i Sverige.